# Jonas Rasmussen
Jonas Rasmussen (Aarhus, 28 de octubre de 1977) es un deportista danés que compitió en bádminton, en las modalidades de dobles y dobles mixto.
Ganó tres medallas en el Campeonato Mundial de Bádminton en los años 2003 y 2006, y cinco medallas en el Campeonato Europeo de Bádminton entre los años 2002 y 2010.
Participó en dos Juegos Olímpicos de Verano, ocupando el cuarto lugar en Atenas 2004, en la prueba dobles mixto, y el cuarto en Pekín 2008, en dobles.

## Palmarés internacional
| Campeonato Mundial | Campeonato Mundial       | Campeonato Mundial | Campeonato Mundial |
| Año                | Lugar                    | Medalla            | Prueba             |
| ------------------ | ------------------------ | ------------------ | ------------------ |
| 2003               | Birmingham (Reino Unido) | Medalla de oro     | Dobles             |
| 2003               | Birmingham (Reino Unido) | Medalla de bronce  | Dobles mixto       |
| 2006               | Madrid (España)          | Medalla de bronce  | Dobles             |
| Campeonato Europeo |                          |                    |                    |
| Año                | Lugar                    | Medalla            | Prueba             |
| 2002               | Malmö (Suecia)           | Medalla de bronce  | Dobles             |
| 2004               | Ginebra (Suiza)          | Medalla de plata   | Dobles mixto       |
| 2004               | Ginebra (Suiza)          | Medalla de bronce  | Dobles             |
| 2008               | Herning (Dinamarca)      | Medalla de oro     | Dobles             |
| 2010               | Mánchester (Reino Unido) | Medalla de oro     | Dobles             |